# Lodewijk Heyligen
Lodewijk Heyligen (auch: Ludovicus Sanctus/Santus de Beeringhen, Lodewijk Heiligen, Heyliger van Beeringhen, Ludwig van Kempen und Louis van Campen) (* 1304 in Beringen (Belgien); † 1361 in Avignon) war ein flämischer Benediktinermönch und Musiktheoretiker im Dienst des Kardinals Giovanni Colonna, wo er einer der engsten Freunde Francesco Petrarcas wurde. Sein latinisierter Name Ludovicus Sanctus (Ludwig der Heilige) ist eine wörtliche Übersetzung seines Namens aus dem Flämischen.

## Leben
Über die frühen Jahre Lodewijk Heyligens ist wenig bekannt. Es wird aufgrund seines Namens (Ludwig van Kempen, Louis van Campen) angenommen, dass er in Beringen in der belgischen Provinz Limburg geboren wurde, das damals zur Aartsdiakonaat Kempenland (Erzdiakonie Kempen) gehörte, einem Teil des Hochstifts Lüttich. Nach der Ausbildung am Lateinkolleg in Beringen studierte er Musik an Schule der Abtei Saint-Laurent in Lüttich. Nach dem Eintritt in den Benediktinerorden reiste er zum päpstlichen Hof nach Avignon, wo er in den Dienst des Kardinals Giovanni Colonna trat, bei dem er erst Kantor, dann Sekretär war.
1342 wurde Lodewijk Heyligen zum Kantor an der Sint-Donaaskathedraal in Brügge ernannt. In einem Brief an das Brügger Domkapitel vom 27. April 1348, dessen Inhalt teilweise überliefert ist, beschreibt er die Schrecken des Schwarzen Todes, der zu dieser Zeit Europa heimsuchte. Er führt den Ursprung der Seuche auf unheilvolle Ereignisse in Indien und der Ankunft von Handelsschiffen auf dem Orient in Genua und Marseille zurück. In dem Brief wird berichtet, dass die Hälfte der Bevölkerung Avignons an der Pest gestorben sei und dass 11.000 Opfer auf einem neuen Friedhof bestattet worden seien
Nach dem Tod Giovanni Colonnas (er war eines der Pestopfer des Jahres 1348) blieb Lodewijk Heyligen in Avignon, wo er 1361 starb.

## Musiktheoretiker
Lodwijk Heyligen ist vermutlich der Autor von zwei Abhandlungen, die früher Ludwig von Toulouse (1274–1297) zugeschrieben wurden: De musicae commendacione (verloren gegangen) und Sentencia in musica sonora subiecti (erhalten geblieben). Die zweite Abhandlung ist als scholastische Untersuchung zum Wesen der Musik aufgebaut, auf die er sich als musica sonora bezieht. Er kommt dabei zu dem Schluss, dass das Wesen der Musik in erster Linie in einer Beziehung zwischen Zahl und Ton zu finden ist, zum zweiten in den Beziehungen der Töne zueinander, und schließlich – aufgrund der ersten beiden Kategorien – in der Bestimmung von Eigenschaften, Stimmungen und Modulationen.

## Freund Petrarcas
Erst 1904 wurde mit Sicherheit durch Dokumente aus der Vatikanischen Bibliothek geklärt, dass Lodwijk Heyligen die Person ist, die Petrarca in seinen Schriften als Sokrates bezeichnet. Ihre Beziehung reicht bis ins Jahr 1330 zurück, als Petrarca Giacomo Colonna besuchte, seinen früheren Kommilitonen an der Universität Bologna und heutigen Bischof von Lombez. Hier lernte er Giacomos Bruder kennen, den Kardinal Giovanni Colonna, in dessen Dienst er trat. Petrarca und Heyligen waren gleichaltrig und wurden enge Freunde. Petrarca schrieb Lodewijk etwa 20 Briefe, die erhalten blieben. Petrarca weist in diesen Briefen darauf hin, dass Lodewijk der einzige seiner guten Freunde sei, der nicht aus Italien komme, sondern aus Campine (Kempen), fährt aber fort, dass Sokrates durch sein Temperament und insbesondere durch seine Freundschaft zu Petrarca selbst fast ein Italiener sei.
Petrarca bezieht sich auf Lodewijk Heyligen als einen sehr gelehrten Mann, der sich auch durch seine musikalische Begabung auszeichne. Petrarca lobt ihn für seine gehobenen Charakter und seine treuen Freundschaft. Es ist möglich, dass Lodewijk Heyligen bei Petrarca den Wunsch auslöste, die südlichen Niederlande (das heutige Belgien) zu besuchen, und dass die Reise von den beiden Freunden zusammen unternommen wurde.
In seinen Briefen an Lodewijk Heyligen offenbart Petrarca oft seine Gefühle. Umgekehrt ist keiner der Briefe Heyligens an Petrarca erhalten geblieben – obwohl dieser durch einen Brief Heyligens vom Tod seiner unerreichbaren Geliebten Laura erfuhr.
Auf Lodewijk Heyligens Veranlassung gab Petrarca eine Sammlung seiner Briefe unter dem Titel Epistolae de rebus familiaribus heraus, die er seinem Freund widmete. Der Tod Heyligens 1361 traf Petrarca tief: eine Notiz in seinem Vergil-Kodex offenbart seine Trauer über die Nachricht vom Tod des Freundes: Amisi comitem ac solatium meae vitae (Ich habe meinen Kameraden und den Trost meines Lebens verloren). Petrarca erinnert an seinen Freund auch in seinem Gedicht Trionfo d‘amore, wo er Sokrates und Lelio (der literarischen Spitzname Stefano Romanos, eines gemeinsamen Freundes von Petrarca und Heyligen) inmitten einer Menschenmenge erkennt
| Italienisch: |  | Deutsch: |
| --- |  | --- |
| Poco era fuor de la comune strada, quando Socrate e Lelio vidi in prima: con lor più lunga via conven ch'io vada. O qual coppia d'amici! che né 'n rima Poria né 'n prosa assai ornar, né 'n versi! Se, come dee, virtù nuda si stima. Con questi duo cercai monti diversi, Andando tutti e tre sempre ad un giogo; A questi le mie piaghe tutte apersi, Da costor non mi può tempo nè luogo Divider mai (sì come spero, e bramo) Infin al cener del funereo rogo. Con costor colsi 'l glorioso ramo Onde forse anzi tempo ornai le tempie In memoria di quella, ch'i' tant' amo. |  | Unweit der Straße fand ich, der gemeinen Lälius und Sokrates, und als Gefährte Mußt’ ihnen ich für längern Weg mich einen. Welch Freundespaar! das nimmer genugsam ehrte Gesang und Vers, nicht Rede ungebunden Wo nackter Tugend man gedenkt nach Werthe. Mit diesen Zweien, an ein Joch gebunden, Bestieg manch einen Berg ich einst und kennen Lehrt’ ich sie treulich alle meine Wunden. Von ihnen kann nicht Ort noch Zeit mich trennen Jemals (dies meine Hoffnung, mein Begehren) Bis auf dem Holzstoß meine Glieder brennen. Mit ihnen pflückt’ ich mir den Kranz der Ehren, Mit dem ich mich zu früh vielleicht umwoben, Der Liebsten Angedenken so zu ehren. |